# Aaptos aaptos
Aaptos aaptos är en svampdjursart som först beskrevs av Schmidt 1864.  Aaptos aaptos ingår i släktet Aaptos och familjen Suberitidae. Inga underarter finns listade i Catalogue of Life.

## Bildgalleri